# Bill Filby
Percy William Filby (* 10. Dezember 1911 in Cambridge; † 2. November 2002 in Savage, Maryland), genannt Bill Filby, war während des Zweiten Weltkriegs ein britischer Kryptoanalytiker.

## Leben
Geboren und aufgewachsen im Osten Englands, ging er nach Abschluss der Cambridge High School zur Cambridge University Library und arbeitete dort in der Abteilung für seltene Bücher. Nach dem deutschen Überfall auf Polen, der den Zweiten Weltkrieg auslöste, meldete er sich im Jahr 1940, im Alter von 28 Jahren, freiwillig zum Dienst in der britischen Armee. Kurz darauf wurde er nach Bletchley Park (B.P.) versetzt, der zentralen militärischen Dienststelle nahe der englischen Stadt Bletchley, etwa 70 km nordwestlich von London, in der sich britische Codebreaker erfolgreich mit der Entzifferung des verschlüsselten deutschen Nachrichtenverkehrs befassten.
Im Jahr 1942 glückte ihm, in Zusammenarbeit mit Alastair Denniston und Ernst Fetterlein in B.P. sowie Solomon Kullback in Washington, der Bruch einer speziellen deutschen Handschlüsselmethode, die auf dem an sich unknackbaren Einmalschlüsselverfahren (OTP) basierte. Die Briten bezeichneten diese Methode mit dem Decknamen Floradora.
Im Jahr 1943 wurde Filby zum Leiter der Abteilung ernannt, die sich in B.P. mit der Entzifferung deutscher diplomatischer Verschlüsselungsmethoden befasste. Er blieb in dieser Position bis Kriegsende.
Im Jahr 1957 heiratete er Vera R. Weakliem, wanderte mit ihr in die Vereinigten Staaten aus, ließ sich in Baltimore nieder und kehrte dort zur Bibliotheksarbeit zurück. Von 1957 bis 1965 war er stellvertretender Direktor und Bibliothekar der dortigen Peabody Institute Library. Im Jahr 1972 trat er die Nachfolge von Harold R. Manakee an, der zehn Jahre lang Direktor der Maryland Historical Society gewesen war.
Im Jahr 1978, nun 66 Jahre alt, ging er in den Ruhestand. Bill Filby ist Autor von sechs Büchern, darunter zwei über Kalligrafie, eins über die Universität Cambridge und zwei über Genealogie und Heraldik. Am bekanntesten wurde er in den Vereinigten Staaten vermutlich durch sein Buch Star-Spangled Books, das er zusammen mit Edward G. Howard verfasst hat. Hierin stellt er einige irrige Überlieferungen in Zusammenhang mit der Entstehungsgeschichte der amerikanischen Nationalhymne klar.
William Filby wurde 90 Jahre alt.